# ميخيل برينكمان
ميخيل برينكمان (بالهولندية: Michiel Brinkman)‏ هو مهندس معماري هولندي، ولد في 16 ديسمبر 1873 في روتردام في هولندا، وتوفي بنفس المكان في 19 فبراير 1925.